# Elección parcial de Tongatapu 9 de 2011
La elección parcial de Tongatapu 9 de 2011 se celebró el 15 de septiembre, tras la muerte del parlamentario Kaveinga Faʻanunu, quien falleció de cáncer de cabeza y cuello el 24 de julio. En las elecciones generales de 2010, bajo el sistema de escrutinio mayoritario uninominal, Faʻanunu había ganado un escaño en la Asamblea para el Partido Democrático de las Islas Amigas.

## Candidatos
El 18 de agosto, el gobierno tongano anunció que seis candidatos habían sido registrados para competir en la elección. Estos eran Konisitutone Simana Kamii, Siaosi ʻEnosi Tuʻipulotu, Viliami Fukofuka, Sevenitini Toumoʻua, ʻEpeli Taufa Kalimani y Falisi Tupou.

## Resultados
Falisi Tupou, el candidato del Partido Democrático de las Islas Amigas, ganó el escaño con el 32.8% de los votos.
| Elección parcial de Tongatapu 9 de 2011 | Elección parcial de Tongatapu 9 de 2011 | Elección parcial de Tongatapu 9 de 2011 | Elección parcial de Tongatapu 9 de 2011 | Elección parcial de Tongatapu 9 de 2011 |
| Partido                                 | Partido                                 | Candidato                               | Votos                                   | %                                       |
| --------------------------------------- | --------------------------------------- | --------------------------------------- | --------------------------------------- | --------------------------------------- |
|                                         | PTOA                                    | Falisi Tupou                            | 745                                     | 32.83%                                  |
|                                         | IND                                     | Sevenitini Toumoʻua                     | 483                                     | 21.29%                                  |
|                                         | IND                                     | Viliami Fukofuka                        | 469                                     | 20.67%                                  |
|                                         | IND                                     | Siaosi ʻEnosi Tuʻipulotu                | 254                                     | 11.20%                                  |
|                                         | IND                                     | ʻEpeli Taufa Kalemani                   | 199                                     | 8.77%                                   |
|                                         | IND                                     | Konisitutone Simana Kami                | 119                                     | 5.24%                                   |